# شون بارنيت
شون بارنيت (بالإنجليزية: Sean Barnette)‏ مواليد 25 يونيو 1986، هو لاعب كرة سلة أمريكي. بدأ مسيرته الاحترافية في سنة 2008. يلعب في الدوري الروماني لكرة السلة. يحمل الرقم 5. يبلغ طوله 6 قدم 6 بوصة (2.0 م).

## المسيرة الاحترافية
لعب مع آيوا إنرجي في موسم 2009–2010، ثم لعب مع فورت واين ماد أنتس في سنة 2010، ثم لعب مع ليونز دي جنيف في موسم 2011–2012.

## روابط خارجية
- شون بارنيت على موقع كرة السلة الأوروبية.كوم (الإنجليزية)
- شون بارنيت على موقع ريلجم (الإنجليزية)
- شون بارنيت على موقع بروبوليرز (الإنجليزية)
- شون بارنيت على موقع سبورتس رفرنس (الإنجليزية)